# Mongoler
Mongoler är ett folkslag som bor främst i dagens Mongoliet (2,7 miljoner) samt i Inre Mongoliet i Kina (5,8 miljoner). Mindre grupper finns i Xinjiang, Tibet och Manchuriet (alla tre i Kina) samt i området Burjatien runt Bajkalsjön i södra Sibirien (i Ryssland). Mongoler talar i regel mongoliska. Mongoler delas upp i undergrupper varav khalkha och oirater är de största. Mongolerna räknas som ett av Kinas 56 officiella minoritetsfolk.

## Mongolernas historia
Mongolernas folkgrupp är osäker, själva ansåg de sig härstamma från hunnerna (vilka de flesta historiker menar var ett turkiskt folkslag). Andra historiker menar att de spårat mongolerna till kinesiska folkgrupper. Khaidu som levde i slutet på 1000-talet omnämns som "den första att regera alla mongoler". Namnet mongolerna togs under Djingis Khans tid; mongolerna var då namnet på en speciell stam som aldrig förlorat i stamstriderna, varför det ansågs vara ett passande namn för det nya riket. Det första omnämnandet av mongolerna finns i kinesiska källor, som berättar, att under Tangdynastin stammen mong-ku-li bodde i nordvästligaste delen av nuvarande Mongoliet. Först med Djingis khan, i slutet av 1100-talet, inträdde mongolerna i historien som ett enhetligt folk; men säkert är, att de skilda skaror, som under honom och hans efterföljare översvämmade världen, bestod lika mycket av tungusiska och turkiska stammar som av egentligen mongoliska. I medeltidens historia motsvarar mongolerna därför i det närmaste vad som nu kallas altajer.

### Mongolväldet
Efter Djingis khans död (1227) delades det ofantliga väldet, som sträckte sig från Stilla havets stränder till Dneprs, mellan hans ättlingar på följande sätt. Den äldste, redan före fadern avlidne sonen Jochi söner Batu och Orda erhöll de nordvästra länderna, khanatet Kiptjak eller Gyllene hordens välde från Syr-Darja till Volga. Den andre sonen, Tjagatai, erhöll det efter honom benämnda khanatet i Centralasien, ungefär motsvarande nuvarande Chiva, Buchara, Kokand och Kashgar. Den tredje sonen, Ögedei (död 1241), erhöll de östra länderna och efterträdde fadern i värdigheten av kaghan med residens i Karakorum. Den fjärde och yngste sonen, Tolui (död 1232), erhöll östra Mongoliet. Djingis khans erövringspolitik fullföljdes oavbrutet av hans söner och sonsöner. Ögedei störtade manchudynastin Qin, erövrade hela norra Kina (1234) och vände därefter sina vapen dels mot Koryo  på Koreahalvön, dels mot Songdynastin i södra Kina. 
Samtidigt (1235-1238) erövrade han Mesopotamien, Diarbekr och Armenien. Hans brorsöner Batu och Möngke (Toluis son) underkuvade Kaukasien, stormade och plundrade efter varandra de ryska huvudstäderna Rjazan, Moskva och Kiev samt gjorde dessa furstendömen lydpliktiga (1240). 
Därefter kamperade Batu i Ukraina och förberedde sig noggrant bland annat genom underrättelsetjänst och spioneri innan han utvecklade en kniptångsmanöver mot Ungern genom dagens Rumänien och Polen.  Ungern var då ett av Europas rikaste och mäktigaste stater. År 1241 inträngde Batu med sina mongoliska trupper in i Ungern från öster, förhärjande Siebenbürgen (Transsylvanien), Serbien och Bosnien i söder. Hans mongoliska horder drog samtidigt genom Ukraina mot de splittrade polska hertigdömena för att hindra polackerna att komma sina traditionella ungerska allierade till hjälp. Hertigdöme efter hertigdöme i Polen besegrades lätt av mongolerna tills de nådde Wahlstatt, den nuvarande orten Legnickie Pole söder om Legnica i Schlesien, där den polske storhertigen Henrik den fromme samlat de förenade polackerna kring sig samt förstärkningar från Tjeckien samt riddare från Tyska orden. Henrik stupade och den allierade polsk-tjeckisk-tyska hären besegrades. Mongolerna fortsatte genom Mähren och bröt in i Ungern från norr.
Underrättelsen om Ögedeis död förmådde emellertid Batu att vända om. Han inföll sedan från Armenien i Mindre Asien, slog den seldjukiske sultanen av Konya (1242) och framträngde ända till Aleppo. Möngke, som efterträdde Ögedei mot de kristna vänligt sinnade son Gujug eller Kujuk (1246-1248) i egenskap av kaghan, men ej blev officiellt erkänd som kaghan förrän 1251, utmärkte sig liksom företrädaren föga genom krigiska bedrifter, utan lämnade denna ära huvudsakligen åt sin yngste broder, Hülegü, som företog ett fälttåg mot Persien och Khorasan. Där kuvade han först de upproriska assasinerna, tågade därefter västerut, intog Bagdad, störtade det abbasidiska kalifatet (1258), belägrade Damaskus, erövrade Aleppo och gjorde sultanen av Konya skattskyldig. 
Därefter vände han sina vapen söderut och framryckte mot Jerusalem, då han kallades tillbaka av underrättelsen om Möngkes död (1259) under ett fälttåg mot Kina. Möngke efterträddes av den näst äldste brodern, Khubilai khan, som också varit den egentlige ledaren av kriget mot Kina. Han förlade storkhanens residens till den nyanlagda staden Peking, och under en lång och lysande regering utvidgade han ytterligare det mongoliska väldet till sannolikt det största område, som någonsin varit samlat under en spira. Men de oerhörda avstånden, de hundratals olika språken, de olika kulturriktningarna och särskilt den omständigheten, att rikets västra delar omfattade islam, under det att de östra efter Khubilais eget föredöme anslöt sig till Buddhas läror, samt slutligen den inbördes avunden och anspråken på värdigheten av kaghan hos de fyra grenarna av Djingis khans släkt gjorde ett sönderfallande oundvikligt.
Efter Khubilai khans död (1294) blev också dessa fyra ättegrenar fullkomligt självständiga i sina särskilda riken, vilka korteligen kan benämnas Kina, Persien, Kiptjak och Tjagatai. Det mongoliska väldet i Kina uppehölls till 1368, då den av Khubilai stiftade så kallade Yuandynastin måste vika för den inhemska Mingdynastin. I Persien förde Hülegü, som förlade residenset till staden Maragha i Azerbajdzjan, en kraftig regering ända till sin död (1265), och även hans son Abaka Khan (1265-1282) utmärkte sig liksom fadern för tapperhet och handlingskraft. Denna dynasti, vars furstar förde titeln il-khan (folkherre), bibehöll sig till 1387, då den föll för den nye mongoliska världshärskaren Timur Lenk. I Kiptjak, där Batu (1227-1255) efterträddes av sin broder Berke (1257-1265), vilken förlade residenset till Sarai (nuvarande Saratov) vid nedre Volga, hade de följande mongoliska furstarna, Mangu Timur, Toktu (1290-1312), Uzbek (-1340) och Berdibek (-1357), ständiga strider med sina ryska lydfurstar. Efter Berdibeks död följde en tid av inre oroligheter (se Gyllene horden) till 1395, då större delen av detta rike föll under Timur Lenks välde. Khanatet Tjagatai blev efter stiftarens död (1241) en ständig skådeplats för inre strider. I residensstaden Bishbalik (norr om Tianshan) följde en rad av svaga regenter efter varandra, under det att landet småningom råkade i händerna på en mängd smärre, oberoende furstar (bejer). 
En av dessa, Timur Lenk, bejen av Kesh (nära Samarkand), gjorde sig till herre över hela Tjagatai (1369). Han erövrade efter hand även större delen av de mongoliska rikena Persien och Kiptjak, Syrien, norra Indien, Mindre Asien samt landet österut ända till kinesiska muren. Denne siste mongoliske världshärskare (död 1405) insatte redan under sin livstid sina söner till självständiga regenter över olika delar av sitt rike. Strax efter hans död utbröt strid mellan hans till storkhan i Samarkand insatte sonson Pir Muhammed och en annan sonson, Khalil. Den senare segrade, men störtades 1409 av turkmenerna under Khudaibad Hussein. I Kiptjak gjorde sig de krimska tatarerna fullkomligt oberoende under Edigei, en av Tuktamishs härförare mot Timur Lenk; Georgien och Mindre Asien avkastade det blott en kort tid burna mongoliska oket, och liknande försök gjordes i Bagdad och Irak. Emellertid lyckades det Timurs son Shah Rukh, som av fadern erhållit Khorasan, att tränga undan turkmenerna, bekämpa upproret i Irak och bibehålla den centrala delen av sin faders rike, Persien och Turkestan, ända till sin död (1446). 
Under hans son och efterträdare Ulug Beg (–1449) och dennes efterföljare Abdal Latif, Abdallah och Abu Said gjordes ständiga uppror. Smärre khanat uppstod för längre eller kortare tid, och slutligen gjorde turkmenhövdingarna "av vita hammeln" slut på denna mongoliska dynasti och bemäktigade sig hela Persien (1468). I Tjagatai, som redan då bar namnet Ferghana och omfattade föga mer än det nuvarande Buchara, höll sig Timurs ättlingar till 1500, då sultan Babur, en ättling av Timur i sjätte led, fördrevs av Sheibek Khan. Babur gjorde sig skadeslös genom erövringar i Indien och grundlade där ett nytt mongoliskt rike, det så kallade Stormoguls välde. Utom Indiens gränser förlorade däremot mongolerna hastigt all världshistorisk betydelse. Splittrade i en mängd små, mot varandra fientliga khanat, underkuvades de så småningom av kraftigare grannar såsom ryssar, perser, turkar och kineser.